# مارکو گوبلیچ
مارکو گوبلیچ (سیریلیک صربی: Марко Гобељић؛ زادهٔ ۱۳ سپتامبر ۱۹۹۲) بازیکن فوتبال اهل صربستان است.
از باشگاه‌هایی که در آن بازی کرده‌است می‌توان به باشگاه فوتبال ستاره سرخ بلگراد اشاره کرد.
وی همچنین در تیم ملی فوتبال صربستان بازی کرده‌است.